# Ciszyca Przewozowa
Ciszyca Przewozowa – wieś w Polsce położona w województwie świętokrzyskim, w powiecie opatowskim, w gminie Tarłów.
W latach 1975–1998 miejscowość administracyjnie należała do województwa tarnobrzeskiego.
Podczas powodzi w nocy z 7 na 8 czerwca 2010 doszło do przerwania wału przeciwpowodziowego na Wiśle w Ostrowie na długości 120 m. Cała miejscowość została zalana i ewakuowana.
Wierni kościoła rzymskokatolickiego należą do parafii Świętej Trójcy w Tarłowie.